# دي هافيلاند دي إتش.71 تايغر موث
دي هافيلاند دي إتش.71 تايغر موث (بالإنجليزية: de Havilland DH.71 Tiger Moth)‏ كانت طائرة بريطانية [[أحادية وبمقعد واحد، صممت لابحاث الطيران بسرعة عالية واختبار المحرك المترد من نوع سيروس (ADC Cirrus). تم بناء طائرتين فقط.

## مواصفات (G-EBRV)
البيانات من de Havilland aircraft since 1909
الخصائص العامة
- طاقم: 1
- طول: 18 قدم 7 بوصة (5.66 م)
- باع الجناح: 22 قدم 6 بوصة (6.86 م)
- ارتفاع: 7 قدم 0 بوصة (2.13 م)
- مساحة الجناح: 76.5 قدم2 (7.11 م2)
- الوزن فارغة: 618 رطل (280 كـغ)
- الوزن الإجمالي: 905 رطل (411 كـغ)
- محركات: 1 × ADC Cirrus II inline piston, 85 حصان (63 كـو)
- مراوح: 2-ريشة

أداء
- السرعة القصوى: 166 ميل/س (267 كم/س؛ 144 عقدة)

## روابط خارجية
- Video of Michael Maniatis' airworthy, full-scale reproduction DH.71 Tiger Moth racer